# Nationaal Park Grand Canyon
Het Nationaal Park Grand Canyon of Grand Canyon National Park, gelegen in de staat Arizona, is een van de oudste nationale parken in de Verenigde Staten. Het park omvat de Grand Canyon, een diepe en steile kloof uitgesneden door watererosie van de rivier de Colorado en haar zijrivieren. De Grand Canyon wordt beschouwd als een van de grootste natuurlijke wereldwonderen. Het park is 4927 km² groot.
Het gebied werd een nationaal monument op 11 januari 1908 en een nationaal park op 26 februari 1919. In 1979 werd het park op de Werelderfgoedlijst van UNESCO geplaatst.
De Grand Canyon omvat een uitgebreid systeem van in elkaar overlopende canyons, maar is niet de grootste of diepste canyon ter wereld. De waarde ligt in de combinatie van uitgestrektheid, diepte en kleurenrijkdom van de rotsen die aan de oppervlakte komen. Deze dateren uit het Precambrium.
De Jarlung Zangbo in China wordt als diepste canyon beschouwd. De Barranca del Cobre (Koperkloof) in Mexico is de grootste canyon ter wereld.
Het Nationaal Park Grand Canyon telt naar schatting 355 vogel-, 89 zoogdier-, 47 reptielen-, 9 amfibie- en 17 vissoorten.